# 문래중학교 축구부
문래중학교 축구부는 서울특별시에 위치한 문래중학교의 축구부이다.

## 출신 선수
- 김종석
- 곽승조

```
 문선민 
```

박규현
임상협
이시영
박장한결
함선우

## 같이 보기
- 문래중학교